# Le Moine fou
Le Moine fou est une série de bande dessinée créée par Vink dans Charlie Mensuel en décembre 1983 et publiée en albums depuis 1984 par les éditions Dargaud. Dix volumes sont parus de 1984 à 1999. À partir de 2000, la série a continué sous le nom Les Voyages de He Pao. Réalisé en couleur directe, Le Moine fou a immédiatement séduit le public par sa « beauté picturale » et son ambiance « particulière ».

## Synopsis
Dans la Chine féodale des Song, une jeune fille d'origine occidentale, He Pao, est élevée par des parents d'adoption comme un garçon manqué surnommé « Petit Barbare », et devient une grande praticienne des arts martiaux. Elle se met en quête d'un moine qui possèderait une connaissance des arts martiaux tellement approfondie qu'il en serait devenu fou.

## Analyse
Lors de la sortie du premier volume du Moine fou, Thierry Smolderen en a livré une analyse élogieuse pour Les Cahiers de la bande dessinée. Il y voyait un récit « à la fois superbe sur le plan romanesque » et « fort sur le plan du dessin ». Selon lui, si Vink est aussi virtuose qu'un Don Lawrence ou un Paul Cuvelier, il s'en différencie en ce qu'il n'est pas un peintre frustré mais un réel auteur de bande dessinée, dont le dessin sert admirablement la narration, faisant écho à ses thèmes et ses enjeux.

## Univers
L'action se déroule en Chine ancienne, durant la période des Song, lorsque les « barbares » du Nord attaquent et occupent une partie du pays.

### L'art martial du Moine fou
Dans cette série, l'art martial pratiqué par He Pao est à l'origine de la plupart des péripéties des dix premiers tomes. Cet art martial serait né d'un moine (Zhou Li) qui, attiré par les arts martiaux durant ses années d'étude au monastère du miroir précieux, a fini par mettre au point une technique martiale très puissante qui, liée à la folie, permet de détruire et de combattre tout ennemi ou objet devant le pratiquant.
Cependant, ce que le « monde des arts martiaux » semble ignorer, c'est que le créateur de l'art interdit de blesser ou tuer toute personne sous peine de suicide par hémorragie cérébrale.
Lutter contre cet art martial
Les moines du monastère du miroir précieux ainsi que ceux du Tibet et diverses confréries voulant empêcher des destructions trop importantes, voulurent contrôler le moine fou. Le moine supérieur du temple inventa alors deux mantras pour contrôler le moine : l'un pour l'endormir, l'autre pour le rendre amnésique. Le moine en ayant eu connaissance put s'en détacher assez vite mais He Pao dut trouver son propre chemin.
Dans d'autres épisodes[pas clair], certains voulurent, soit acquérir l'art, soit le détruire. Pour cela, les pétards, les lances, les couteaux, le feu, les naufrages furent utilisés chaque fois sans succès.
He Pao et cet art
L'héroïne est liée à cet art martial depuis le moment où elle le découvre sous la forme de 21 traces « écrites » dans la pierre par la main du moine fou (nom de l'album). Ces traces ne lui sont pas destinées, mais à sa référente. Après avoir absorbé une mousse particulière, elle peut apprendre l'art martial en une dizaine de jours, dans la position dite du « cocon ». Sa première technique fut de rendre amnésiques les ex-soldats qui venaient pour la rendre amnésique. Unique pratiquante de cet art, sa puissance lui attire autant de prétendants que d'opposants tout au long des épisodes.
Troubles liés à la pratique de l'art martial
Les premiers albums confortent le lecteur dans le sens où[pas clair] l'on voit l'héroïne se plonger dans la folie comme élément de son art martial, les troubles de la vision comme la cécité, des pertes de mémoire, ou l'extinction de voix sont autant de preuves de troubles liés à l'art martial du moine fou. Mais au fur et à mesure de sa pratique, He pao se détache de ses troubles pour une certaine forme de folie (Voir tomes 2 et 3 des Voyages de He Pao).

### He pao voyageant
La recherche de He Pao pour retrouver le moine fou l'amène à quitter sa région natale pour aller jusqu'en Corée où elle suit Ki Ju qui rentre chez lui.

### L'eau
L'eau est omniprésente dans la série du début à la fin et presque dans chaque épisode. Dès le début, He Pao le joyau du fleuve marque la donne ; plus tard, on apprend qu'elle a été recueillie après un naufrage, la barque des nonnes qui coule... un thème récurrent qui revient dans les tomes 6, 9 et 10.
Dans le tome 6, Les Matins du serpent, He Pao passe la plupart de son temps dans l'eau.
Au début peur viscérale, l'eau devient peu à peu une alliée pour He Pao. Par sa fluidité et sa puissance, l'eau rappelle l'art martial du moine fou. Dans le tome 2 des Voyages de He Pao, par sa pratique martiale, alliée à l'eau, elle devient terrifiante et si dévastatrice qu'elle se matérialise par un torrent de boue.
L'eau est liée aussi aux parents de He Pao, morts dans le naufrage de leur barque ; lorsque He Pao les revoit en "transe", l'eau n'est jamais loin.

## Personnages

### He Pao
He Pao, le "joyau du fleuve", est le personnage principal de la série.
He Pao a 14 ans quand elle assiste, impuissante, au massacre de ses parents par Yu Kong, un fils de bourgeois qui a subitement sombré dans la démence. Cachée sous des vêtements masculins et décidée à retrouver et à punir l'assassin, elle se met à parcourir seule les routes de la Chine médiévale du XIIe siècle. Hébergée quelque temps par des nonnes, elle finit par retrouver Yu Kong, devenu disciple du Moine Fou. He Pao, fascinée par ce moine, décide de découvrir ses secrets. L'adolescente grandit et avec elle, le désir de percer le secret de sa petite enfance...

### Petit Li
Il s'agit d'un personnage-clef de la série qui est à l'origine de nombreux épisodes.
C'est le seul disciple direct de He Pao, à l'origine élève d'un maître d'arts martiaux enseignant en Corée.
C'est un personnage jeune, adolescent qui garde des aspects joueur et de laisser-aller. Mais martial et discipliné, il garde toute sa connaissance technique pour lui.

### Mademoiselle Mei
Mademoiselle Mei est la fille de Zhou Li et rencontre He Pao avec sa servante dans le tome 4 de la série, Le Col du vent. Son objectif est de reprendre son héritage de la tête de He Pao afin d'en acquérir la puissance et la renommée.
On sait peu de choses d'elle, mais le fait qu'elle soit vêtue de soie et accompagnée d'une servante laisse à penser qu'elle vient d'une famille noble du côté de sa mère. Elle a un visage de renard et de serpent.

### Ténèbres extasiés
Ténèbres extasiés est un homme qui apparaît dans les albums Le Mont des nuages colorés et Le Monastère du miroir précieux (1992). Il est proche et éloigné de He Pao dans le sens où il est un homme et elle est femme, il pratique un art martial "identique" mais n'est pas soumis à l'auto-suicide comme He Pao en cas d'utilisation mortelle.
Elle le prend d'abord pour Zhou Li, avant d'être détrompée. C'est un personnage très comédien et expressif, tant par son côté comique qu'excentrique dans ses soubresauts et ses manies. Il est rendu amnésique par un moine tibétain lors d'une de ses furies et prend alors le nom de Quiétude Retrouvée.

### Zhou Li
Il s'agit du moine fou du titre.
On entend souvent parler de lui dans les premiers albums (jusqu'au tome 7), mais on n'obtient de lui aucune image précise ou description biographique.
On sait surtout qu'il fut adopté avec d'autres enfants comme celle à qui il destinait l'art martial par le Monastère du miroir précieux, où il apprit le bouddhisme et reçut son titre de moine, en cette période trouble de la Chine.
C'est en étudiant les arts martiaux qu'il finit par fonder sa branche, son art de destruction et de défense.
Chassé du temple, il décida d'aller en Inde en passant par le Tibet, d'où il fut chassé. De retour en Chine, quarante années passèrent avant que He Pao ne trouve son art martial retranscrit sur des parois de pierre au Col du Silence.
L'auteur de la série ne mentionne pas quand ni comment il se rendit en Corée, où il demeure. Sa présence cesse dans le 7e tome.

### Kim Ki Ju
Il est chinois par sa mère (ce qui lui permet de communiquer avec He pao et d'autres personnages) et coréen par son père. Il est né en Corée et dispose encore de son père et de sa mère ainsi que de quelques frères et sœurs.
Il croise le chemin de He Pao alors qu'il se trouve en Chine, où il occupe le rôle de capitaine dans une unité de cavalerie des Gin, qui occupent le nord de la Chine. Il est mercenaire et non pas soldat dans l'armée régulière. Il est capturé par He Pao et suit cette dernière jusqu'à sa capture par les Gins, puis son retour en Corée.

### Grande Sœur
C'est la mère supérieure venant du monastère du miroir précieux qui, ayant été adoptée par celui-ci en même temps que le moine fou, est liée à lui. Contrairement, à Zhou Li, elle s'est dédiée à la voie monastique et au bouddhisme. S'étant spécialisée dans les soins à autrui, elle pratique l'herboristerie pour soigner les malades qu'elle rencontre sur son chemin, avec l'aide de deux autres nonnes, dont on ne connait pas l'origine précise, Sœur Pure Conscience et Sœur Esprit Limpide.
Elle apparaît dans les trois premiers albums de la série. Elle vient en aide à He Pao en l'adoptant temporairement dans la communauté qu'elle fonde avec les deux autres nonnes, puis à l'ancien lieu de vie du moine fou. Elle lui enseigne l'écriture, le bouddhisme, des rudiments d'arts martiaux mais n'est pas favorable à ce qu'elle en sache trop.

### Luigi et Maria Della Roca
Ce sont les parents de He Pao qui apparaissent dans certains albums de la série[Lesquels ?], soit dans ses souvenirs, soit dans des moments "de transe" où elle voit ses parents toujours plus ou moins dans un éléments proche de l'eau. Ils lui ont donné son prénom italien Antonnella.
Ce sont des marchands italiens immigrés en Chine et qui ont été assassinés par noyade.

## Albums
Tous les albums sont publiés par Dargaud.

### Le Moine fou

#### Le Moine fou
Premier volume de la série, sorti en 1984.

#### La Mémoire de pierre
Deuxième volume de la série, sorti en 1985.
Personnages
- He Pao, le joyau du fleuve
- Sœur Esprit Limpide
- Sœur Pure Conscience
- Grande Sœur

Histoire et lieu
L'histoire se déroule dans l'ancien sanctuaire du boiteux, dans la montagne. Il s'agit d'un épisode clé, car il montre l'intérêt de He Pao pour les arts martiaux. Elle prend alors possession de l'art.

#### Le Brouillard pourpre
Troisième volume de la série, sorti en 1987.
Personnages
- He Pao, le joyau du fleuve
- Dame Yao
- Le vénérable Zang
- Kim Ki ju
- Grande Sœur

He Pao, après avoir quitté les nonnes (voir La Mémoire de pierre) rencontre une troupe de déserteurs de l'armée régulière chinoise, qui l'amène à se battre pour la première fois contre des soldats ou des mercenaires. Elle capture Kim Ki Ju, elle se retrouve dans une ville assiégée, où elle rencontre le moine défroqué Zang ainsi que Dame Yao qui l'accueille en son gîte. Elle subit les premiers troubles dus à la pratique de l'art martial du moine fou comme les maux de têtes, l'évanouissement, la colère, « la difficulté de choisir entre utiliser l'art martial sans blesser ou tuer et ne pas tuer ».

#### Le Col du vent
Quatrième volume de la série, sorti en 1990.
Personnages
- He Pao, le joyau du fleuve
- Mademoiselle Mei
- Kim Ki ju
- Ténèbres extasiés
- Les membres de la secte du tigre blanc et de la confrérie des mendiants
- Vieux moine

Histoire et lieu
He Pao est encore abasourdie de la bataille pour la libération de la ville, dont elle n'a aucun souvenir hormis la mort de Zhang devant elle (voir Le Brouillard pourpre). Elle chevauche en direction de la Corée en accompagnant Ki Ju, mais au vu de son comportement, on se demande[Qui ?] si elle prête vraiment attention à lui. Elle loge à l'auberge du col du vent, où le gîte et le couvert sont offerts en échange d'un conte, d'une histoire. Elle se rend dans la montagne où elle rencontre Ténèbres extasiés, manque de se faire foudroyer à plusieurs reprises. Elle y rencontre Mademoiselle Mei qui est aussi la fille de Zhou Li.

#### Le Monastère du miroir précieux
Cinquième volume de la série, sorti en 1992.
Personnages
- He Pao
- Kim Ki ju
- Mademoiselle Mei
- "Vieux singe"
- Vieux moine
- Ténèbres extasiés
- Abbesse Lotus d'or qui accueille He Pao
- Les singes

Histoire et lieu
Dans cet épisode, Kim Ki ju est fait prisonnier par les Hans à cause d'une dénonciation. He Pao suit le vieux moine qui n'est autre que l'ancien maître du Moine fou vers son monastère. Il est avéré que les membres de la secte du tigre blanc et la confrérie des mendiants ont été tués par la foudre et Ténèbres extasiés. He Pao accède petit à petit aux anciens lieux de vie de son "maître" et comprend qu'elle n'est pas seule à avoir reçu indirectement un enseignement martial et artistique. Dans le miroir, elle comprend que certains veulent l'immobiliser par les mantras, mais par son cri, elle se détache d'eux comme Zhou Li avant elle.

#### Les Matins du serpent
Sixième volume de la série, sorti en 1993.
Personnages
- He Pao, le joyau du fleuve
- Kim Ki ju
- Vieux moine
- Yu

Histoire et lieu
He Pao se trouve encore dans la montagne abritant le monastère du miroir précieux (voir tome précédent : Le Monastère du miroir précieux). Elle a vaincu sa peur viscérale de l'eau par une étude intensive de la nage. Avant de partir, le vieux moine lui conseille de vaincre les tourbillons de la rivière de l'enfer. Elle "se jette" à l'eau et alors qu'elle allait s'engager sur la rivière avec un radeau de bambou, délivre Ki ju, puis s'engage où elle voit ses parents dans l'eau comme par transe[pas clair].
Elle doit alors affronter d'anciens ennemis du moine fou qui la confondent avec lui, puis l'été touchant à sa fin, elle décide de suivre Ki ju vers la Corée.

#### Les Tourbillons de fleurs blanches
Septième volume de la série, sorti en 1994.
Personnages
- He Pao, le joyau du fleuve
- Kim Ki ju
- Zhou Li
- Le Prince noir
- Six pas
- Petit Li

Histoire et lieu
Les oiseaux migrateurs ayant apporté un message du moine fou, He Pao comprend que ce dernier est en Corée. Elle s'y rend accompagnée de Ki ju. Remarquée par le Prince noir, elle accepte le gîte et le couvert, mais repousse poliment sa demande pour devenir l'instructeur en arts martiaux de ses fils. Lors d'une chasse, ces derniers s'enfuient pour se débarrasser d'elle et l'un d'eux est enlevé par une bande de voleurs chinois. Elle rencontre Six pas, un ami proche de Zhou Li. Elle rencontre aussi ce dernier dans un espace-temps étonnamment court ce qui est surprenant pour le lecteur[citation nécessaire], Zhou Li est ébauché du point de vue graphique, ce qui laisse aux lecteurs le soin de garder pour eux leur propre image du fondateur de l'art martial.

#### Le Voyage de Petit Li
Huitième volume de la série, sorti en 1995.
Personnages
- He Pao, le joyau du fleuve
- Petit Li

Histoire et lieu
He Pao a entrepris de raccompagner Petit Li chez lui dans le sud de la Chine. Elle commence par lui apprendre certains exercices de respiration, de musculature, mais celui-ci, n'y trouvant aucune utilité, préfère se détacher et aller voler des poissons séchés chez les villageois qui finissent par les empoisonner. He Pao, qui souhaite continuer à faire vivre Petit Li, le soigne et finit par le ramener à la vie. Par un système de transe, He Pao est amenée à se revoir étant jeune sous le pseudonyme de Petit Barbare, ce qui implique qu'elle fait maintenant la part des choses entre son passé et le présent[réf. nécessaire]. Petit Li a aussi recours à la transe pour s'exprimer par l'intermédiaire d'un nouveau-né.

#### Le Tournoi des licornes
Neuvième volume de la série, sorti en 1997.
Personnages
- He Pao, le joyau du fleuve
- Petit Li
- Grand Lion de Shandong
- Mo
- Teng
- Jade

Histoire et lieu
À l'approche du nouvel an chinois, les voyageurs convergent vers la ville. He Pao et Petit Li acceptent de voyager un temps avec le vieux Teng et sa troupe de danseurs qui joue la danse du dragon. He Pao continue à instruire Petit Li sur certains aspects de l'art martial du moine fou pour qu'ils puissent se donner en spectacle sur le marché. Ils sont remarqués par le vieux Teng qui les engage pour participer à un tournoi de licornes. Le combat ne va pourtant pas être celui qu'ils prévoyaient car Mo cherche comme le vieux Teng à anéantir l'art martial du moine fou, l'un par l'eau (la pensée), l'autre par le feu ; aucun des deux n'y parviendra.

#### Poussière d'or
Dixième (et dernier volume) de la série, sorti en 1999.
Personnages
- He Pao, le joyau du fleuve
- Petit Li
- Lok
- Maître Buchier
- Rachid Le Persan
- Les pirates

Histoire et lieu
He Pao progresse dans son art martial, qui la fait aller dans les arbres et se déplacer sans abîmer les branches et les fruits. Elle croise alors la route de Maître Buchier, puis de Rachid Le persan. Surprise du comportement de Petit Li lors de la rencontre avec la caravane de Buchier, car il n'agit pas selon les règles de son ancien maître, He Pao se rend compte qu'un peu de la folie du moine est passé en lui.

### Les Voyages de He Pao
1. La Montagne qui bouge, 2000.
2. L'Ombre du ginkgo, 2002.
3. Quand s'éteignent les lampions, 2006.
4. Neige blanche, chemin d'antan, 2008.
5. Un matin pour tout horizon, 2010.

### Documentation
- Évariste Blanchet, « Les Matins du serpent », Critix, no 3,‎ automne 1993, p. 11.
- Patrick Gaumer, « Moine fou (Le) », dans Larousse de la BD, Paris : Larousse, 2010, p. 603-604.
- Thierry Smolderen, « Le Moine fou », dans Les Cahiers de la bande dessinée no 60, novembre-décembre 1984, p. 62-63.
- Vink et Cina, (int. Mac Arthur), « Interview de Vink et Cine », sur BD-Theque, juillet 2011.